# 게오르기 구리야노프
게오르기 구리야노프(러시아어: Георгий Гурьянов, 1961년 2월 27일 - 2013년 7월 20일)는 러시아의 가수이다. 1985년 - 1990년까지 키노의 드럼을 맡았다.